# Amazulu (álbum)
Amazulu é o álbum de estúdio de estreia da cantora e compositora sul-africana Amanda Black. Foi lançado em 11 de novembro de 2016 através da Ambitiouz Entertainment. Com Produção de música, produção de créditos de Christer, Ruff, Vuyo Manyike e Lunatik; e créditos de composições adicionais de Jabulani Makhubo, Christer Kobedi e Sizwe Thabethe. o álbum de 14 faixas foi nomeado em cinco categorias cada um nos Metro FM Music Awards de 2016 e na 23ª edição dos South African Music Awards.